# Amphixystis
Amphixystis is een geslacht van vlinders van de familie echte motten (Tineidae), uit de onderfamilie Hieroxestinae.

## Soorten
- A. aethalopis (Meyrick, 1930)
- A. anachoreta (Meyrick, 1921)
- A. anchiala (Meyrick, 1909)
- A. antiloga (Meyrick, 1915)
- A. antongilella (Viette, 1955)
- A. aromaticella (Viette, 1957)
- A. artiphanes (Meyrick, 1915)
- A. beverrasella (Legrand, 1966)
- A. canthopa (Meyrick, 1924)
- A. colubrina (Meyrick, 1914)
- A. commatias (Meyrick, 1915)
- A. copidora (Meyrick, 1915)
- A. crobylora (Meyrick, 1911)
- A. crocinacma (Meyrick, 1930)
- A. crypsirias (Meyrick, 1930)
- A. cyanodesma (Meyrick, 1911)
- A. cymataula (Meyrick, 1926)
- A. chrysodora (Meyrick, 1924)
- A. divulsa (Meyrick, 1923)
- A. ensifera (Meyrick, 1911)
- A. epirota (Meyrick, 1914)
- A. fragosa (Meyrick, 1910)
- A. fricata (Meyrick, 1911)
- A. glomerata (Meyrick, 1911)
- A. gyracma (Meyrick, 1915)
- A. habryntis (Meyrick, 1930)
- A. hapsimacha Meyrick, 1901
- A. herbulotella (Viette, 1955)
- A. hermatias (Meyrick, 1911)
- A. heteroclina (Meyrick, 1915)
- A. hydrochalca (Meyrick, 1930)
- A. hypolampes (Turner, 1923)
- A. ichnora (Meyrick, 1911)
- A. irenica (Meyrick, 1911)

- A. islamella (Turati, 1927)
- A. lactiflua (Meyrick, 1911)
- A. maillardella (Viette, 1957)
- A. multipunctella (Legrand, 1966)
- A. nephalia (Meyrick, 1911)
- A. oxymoris (Meyrick, 1916)
- A. paroditella (Viette, 1957)
- A. pentacarpa (Meyrick, 1910)
- A. polystrigella (Legrand, 1966)
- A. protelesta (Meyrick, 1915)
- A. reunionella Guillermet, 2011
- A. rhodothicta (Meyrick, 1911)
- A. rhothiaula (Meyrick, 1911)
- A. rorida (Meyrick, 1911)
- A. roseostrigella (Legrand, 1966)
- A. rotata (Meyrick, 1915)
- A. sciadocoma (Meyrick, 1924)
- A. selacta (Meyrick, 1911)
- A. serrata (Meyrick, 1914)
- A. sicaria (Meyrick, 1911)
- A. siccata (Meyrick, 1910)
- A. spathistis (Meyrick, 1930)
- A. syntricha (Meyrick, 1910)
- A. tachygrapha (Meyrick, 1915)
- A. tarsota (Meyrick, 1911)
- A. trixysta (Meyrick, 1910)
- A. undosa (Walsingham, 1908)